# ラウリート
ラウリート（伊: Laurito）は、イタリア共和国カンパニア州サレルノ県にある、人口約800人の基礎自治体（コムーネ）。

## 地理

### 位置・広がり

#### 隣接コムーネ
隣接するコムーネは以下の通り。
- アルファーノ
- チェッレ・ディ・ブルゲリーア
- モンターノ・アンティーリア
- ロッカグロリオーザ
- ロフラーノ